# 2022-es andalúziai regionális választás
2022-es andalúziai regionális választást, 2022. június 19.-én tartották, amikor megválasztották Andalúzia regionális parlamentjének képviselőit. A választáson 109 mandátumot osztottak ki.

## Választási rendszer
Andalúzia Parlamentje, Andalúzia autonóm közösségének az egykamarás törvényhozói szerve. Az 1978-ban életbe léptetett Spanyol Alkotmány, a Regionális Státuszegyezmény révén olyan jogokkal ruházza fel a a régiót, mint a helyi törvényhozás, regionális elnök megválasztása valamint a bizalmatlansági indítvány megszavazása.
Általános választójog érvényesül, azon spanyol állampolgárok szavazhatnak akiknek Andalúziában van bejelentett lakcíme és betöltötték 18. életévüket. A külföldön élőn andalúziai lakcímmel rendelkező állampolgároknak előre kell regisztrálni a levélszavazásra. A 109 mandátumot D'Hondt-módszernek megfelelően zárt listás, arányos képviseleti rendszerben választják meg. A bejutási küszöb 3%-os. A mandátumokat többmandátumos választókerületre osztják ki, az adott választókerület lakosságszámának arányában. A választókerületek Andalúzia tartományainak területeivel egyezik meg. 

## Választás dátuma
A regionális parlamentben 4 éves ciklusok vannak, amíg az előző választás dátumától számolandók. A választás dátumának a kihirdetését 25 nappal a parlament feloszlatása előtt kell megtenni, a kihirdetést követő napon pedig a helyi regionális közlönyben, BOJA-ban kell megjelentetni. A választás dátuma nem lehet július 1. és augusztus 31. közötti időszakban.
Az előző választást 2018. december 2-án tartották meg, aminek értelmében 2022. december 2-án járt volna le a négyéves ciklus. A választás végül előrehozott lett.  2021 májusában válsághelyzet alakult ki Marokkó és Spanyolország között Ceuta miatt. Az enklávéból tömegesen, akadály nélkül menekültek át Marokkóból. Andalúzia regionális kormányzata úgy döntött, hogy 13, kiskorú kíséret nélküli menekültet fogad be. Ennek következtében a Néppárti-Polgári koalíciót nem támogatta többet külsőleg a szélsőjobboldali VOX párt. Ekkor felmerültek olyan pletykák, hogy 2021 novemberében lesz előrehozott választás, ám a regionális kormányzat 2022. november 27-i dátumot adott meg előzetesen.
2021. novemberben nem sikerült megszavazni a 2022-es költségvetést. 1 héttel ezután Andalúzia elnöke, a néppárti Juan Manuel Moreno úgy nyilatkozott, hogy az előrehozott választás 2022 júniusában vagy októberben lesz. 2022 áprilisában Alberto Núñez Feijóo személyében új elnöke lett a Néppártnak, amit követően a választás végleges dátuma 2022. június 19. lett.

## Pártok és jelöltek
| Választási lista | Választási lista               | Pártok és koalíciók                                 | Listavezetők | Listavezetők       | Ideológia                                                         | Előző választás eredménye | Előző választás eredménye | Státusz         | Ref.                    |
| Választási lista | Választási lista               | Pártok és koalíciók                                 | Listavezetők | Listavezetők       | Ideológia                                                         | Szavazatok (%)            | Mandátumok száma          | Státusz         | Ref.                    |
| ---------------- | ------------------------------ | --------------------------------------------------- | ------------ | ------------------ | ----------------------------------------------------------------- | ------------------------- | ------------------------- | --------------- | ----------------------- |
|                  | Spanyol Szocialista Munkáspárt | Spanyol Szocialista Munkáspárt – Andalúzia (PSOE–A) |              | Juan Espadas       | Szociáldemokrácia                                                 | 27.94%                    | 33                        | Ellenzék        | [ 1 ]                   |
|                  | Néppárt                        | Néppárt (PP)                                        |              | Juan Manuel Moreno | Konzervativizmus Kereszténydemokrácia                             | 20.75%                    | 26                        | Kormánypárt     | [ 2 ] [ 3 ]             |
|                  | Polgárok – A Polgárság Pártja  | Polgárok – A Polgárság Pártja (Cs)                  |              | Juan Marín         | Liberalizmus                                                      | 18.28%                    | 21                        | Kormánypárt     | [ 4 ]                   |
|                  | Andalúziáért                   |                                                     |              | Inmaculada Nieto   | Baloldali populizmus Zöldpolitika Andalúziai nacionalizmus        | 16.61%                    | 17                        | Ellenzék        | [ 5 ] [ 6 ] [ 7 ] [ 8 ] |
|                  | Előre Andalúzia                |                                                     |              | Teresa Rodríguez   | Andalúziai nacionalizmus Baloldali populizmus Antikapitalizmus    | 16.61%                    | 17                        | Ellenzék        | [ 9 ] [ 10 ] [ 11 ]     |
|                  | Vox                            |                                                     |              | Macarena Olona     | Jobboldali populizmus Ultranacionalizmus Nemzeti konzervativizmus | 10.96%                    | 12                        | Külső támogatók | [ 12 ] [ 13 ] [ 14 ]    |

## Szlogenek
| Párt/koalíció neve | Párt/koalíció neve | Eredeti szlogen                                  | Magyar fordítás                                  | Ref.                 |
| ------------------ | ------------------ | ------------------------------------------------ | ------------------------------------------------ | -------------------- |
|                    | PSOE–A             | « Andalucía quiere más » « Si votamos, ganamos » | "Andalúzia többet akar" "Ha szavazunk, nyerünk." | [ 15 ] [ 16 ] [ 17 ] |
|                    | PP                 | « Andalucía avanza »                             | "Andalúzia előre halad"                          | [ 15 ] [ 16 ]        |
|                    | Cs                 | « Andalucía, el cambio que funciona »            | "Andalúzia, a változás, ami működik."            | [ 15 ] [ 16 ]        |
|                    | Vox                | « Cambio real »                                  | "Valódi változás!"                               | [ 15 ] [ 16 ]        |
|                    | Andalúziáért       | « Por Andalucía »                                | "Andalúziáért"                                   | [ 15 ]               |
|                    | Előre Andalúzia    | « En defensa propia »                            | "Önvédelemből"                                   | [ 15 ] [ 16 ]        |

## Választás után
A választáson a Néppárt fölényes győzelmet aratott: újraválasztották regionális elnöknek Juan Manuel Morenót. A párt az összes tartományban győzött, még a szocialista fellegvárnak számító Sevillában is. A szavazatok 43%-át kapták, a mandátumok 53%-át szerezték meg. Ezzel abszolút többséget szereztek a regionális törvényhozásban. A választás nagyvesztese a Polgárok párt volt, ugyanis a párt liberális-konzervatív szavazói átszavaztak a Néppártra, a párt baloldali szavazói az Előre Andalúzia koalícióra szavazott, ezzel kiesett a regionális parlamentből a párt.